# Муравьёв, Александр Иванович (военный)
Алекса́ндр Ива́нович Муравьёв (2 января 1924 — 21 февраля 1985) — участник Великой Отечественной войны; разведчик-наблюдатель 1-й батареи 106-го минометного полка 1-й минометной Брестской бригады 5-й Артиллерийской Краснознамённой Калинковичской дивизии прорыва РГК (3-я ударная армия). Первым водрузил красное знамя на территории штурмуемого советскими войсками Берлина.

## Биография
Родился в чувашской семье. Призван РВК Богдашкинский район, Ульяновская область.
21 апреля 1945 года при поддержке 151-го стрелкового полка 52-й гвардейской стрелковой дивизии, преодолевая упорное сопротивление противника, первым (согласно наградному листу) ворвался на окраину города Берлин и под сильным пулеметным огнём, взобравшись на купол 5-этажного здания, водрузил алое знамя.
29 апреля 1945 года представлен (согласно ходатайству о награждении) к званию Героя Советского Союза. 3 мая 1945 года звание Героя Советского Союза заменено (согласно ходатайству о награждении) Орденом Красного Знамени.

## Награды
- Медаль «За боевые заслуги» (1943)
- Орден Красной Звезды (1943)
- Орден Красного Знамени (1945)
- Орден Отечественной войны II степени (1985)
- Медаль «За взятие Берлина»
- Медаль «За победу над Германией в Великой Отечественной войне 1941—1945 гг.»